# Mariano Arciero
Mariano Arciero (Contursi Terme, 26 febbraio 1707 – Napoli, 16 febbraio 1788) è stato un presbitero italiano, venerato come beato dalla Chiesa cattolica.

## La vita
Il Beato Mariano Arciero, sacerdote, nacque a Contursi, nella provincia di Salerno, il 26 febbraio 1707 da Mattia e da Autilia Marmora, pii cristiani e modesti lavoratori dei campi.
Aveva otto anni Mariano quando si fece notare per il suo intuito profondo, per l'indole candida e la devozione spiccata verso la Madonna delle Grazie venerata a Contursi, che chiamava “Mamma bella”, fu invitato a lasciare la custodia del gregge e la sua famiglia per andare a Napoli, insieme al suo precettore Emanuele Parisi. Questi divenne sua guida per i suoi studi, la sua formazione e tutta la giovinezza. Diventato sacerdote, don Emanuele avviò alla vita consacrata anche il suo assistito Mariano, che subito dimostrò grande impegno. Il 22 dicembre 1731 veniva ordinato sacerdote.
La sua profonda cultura teologica, la conoscenza della S. Scrittura e la preparazione umanistica (tanto da essere chiamato “la biblioteca di Dio”) consentirono a Don Mariano di imporsi all'attenzione di tutto il clero napoletano. Soprattutto colpiva il suo zelo sacerdotale che manifestava nell'insegnamento del Catechismo e nella predicazione con la quale affascinava e conquistava il suo vasto e variegato uditorio. Quando Mons. Gennaro Fortunato, Primo Canonico della Cattedrale di Napoli, fu nominato Vescovo di Cassano all'Jonio in Calabria, volle con sé Don Mariano nella sua nuova diocesi. Qui vi restò per venti anni e svolse il suo ministero sacerdotale, passando di paese in paese, quale autentico missionario e pellegrino evangelico; riportò disciplina e dignità nel Clero, costruì e ricostruì molte Chiese e in queste opere fu operaio con gli operai.
Moltissimo tempo della sua giornata lo trascorreva per l'istruzione religiosa ai piccoli, agli adulti e ai poveri: a questo compito dedicava fino a sei ore al giorno. Scrisse, edita in cinque edizioni, la “Pratica della Dottrina Cristiana, in dodici istruzioni in dialoghi”, con un metodo molto efficace e pratico per l'acquisto della perfezione cristiana. Fu giustamente chiamato “Apostolo delle Calabrie”. Alla morte di Mons. Fortunato, fece ritorno a Napoli. Passò per Contursi solo per riabbracciare la madre, ma non vi rimase. Quasi guidato da un arcano e provvidenziale disegno ritornò al suo primo campo di lavoro: riprese la predicazione e la catechesi per diretto incarico dell'Arcivescovo di Napoli, il Cardinal Sersale, che gli affidò pure la guida spirituale del Seminario e della Congregazione dell'Assunta, compito che svolse con la consapevolezza di formare, per il futuro, santi e apostolici sacerdoti. Ricercato consigliere e confessore del Clero napoletano e di eminenti personalità, ma soprattutto confessore del popolo e dei poveri, riprese le Missioni al popolo in tutto il Regno di Napoli. Apostolo dell'eucaristia: rimaneva spessissimo in contemplazione estatica del santissimo Sacramento; devotissimo e innamorato della Madonna.
Le sofferenze furono il suo pane quotidiano e lo accompagnarono per oltre cinquant'anni: viveva di elemosina, che riceveva e distribuiva ad altri più bisognosi di lui, vestiva con dignitosa semplicità, mangiava pochissimo e dedicava al riposo pochissimo tempo.

## La morte
Morì, come aveva puntualmente predetto, il 16 febbraio 1788, alle ore 16,00 all'età di anni 81. In quei medesimi istanti, la Venerabile (oggi Santa) Maria Francesca delle Cinque Piaghe, disse: «Ho veduto l'anima di Don Mariano, che era trasportata in cielo, ed era coronata da due Angeli, che portavano due corone: e Gesù, e Maria Santissima, che lo benedissero».

## Il culto e il processo di canonizzazione
La devozione per don Mariano Arciero è molto sentita a Contursi Terme, sua città natale, e a Torre del Greco, poiché san Vincenzo Romano, fu figlio spirituale di don Mariano e spesso i fedeli di Contursi visitano la Chiesa di Santa Croce per onorare il figliuolo del loro santo. Il 14 agosto 1854 Pio IX lo proclamò Venerabile. Il 24 giugno 2012 è stato beatificato dal cardinale Angelo Amato a Contursi Terme. Sede della Causa di Canonizzazione è la Chiesa Collegiata di Contursi Terme, dedicata a Santa Maria degli Angeli.